# Jazz Liberatorz
Jazz Liberatorz es una banda francesa de hip-hop creada en 1999 por tres DJs y productores de Meaux: DJ Damage, Dusty y Madhi. Su música está fuertemente influenciada por la música afroamericana, el jazz y el soul, especialmente de las décadas de los 70 y 80.
El grupo es considerado de culto, ya que no es de reconocimiento comercial, únicamente y ocasionalmente es escuchado para los seguidores de culto.

## Discografía

### Álbumes de estudio[2]
- 2003: What's Real... (Feat Aloe Blacc)
- 2008: Clin d'Oeil
- 2009: Fruit Of The Past

### Sencillos/EPs[2]
- 2003: What's Real... (con Aloe Blacc)
- 2004: After Party (con Wildchild)
- 2004: Music Makes The World Go Round
- 2005: Force Be With You
- 2006: Backpackers
- 2007: Indonesia
- 2007: Ease My Mind
- 2008: The Return
- 2008: I am Hip Hop
- 2008: Genius At Work
- 2008: The Process